# Catena Michelson (GIRD)
La Catena Michelson (GIRD) è una struttura geologica della superficie della Luna.